# Wolfgang Mommsen
Wolfgang Mommsen (Marburgo, Alemanha, 5 de novembro de 1930 - 11 de agosto de 2004) foi um historiador alemão.

## Biografia
Irmão gêmeo de Hans Mommsen, nasceu em Marburgo, filho do historiador Wilhelm Mommsen e bisneto do historiador da Roma Antiga, Theodor Mommsen. Estudou na Universidade de Marburgo, na Universidade de Colônia e na Universidade de Leeds, entre 1951 e 1959, e foi diretor do Instituto Germânico de Dusseldorf, entre 1978 e 1985. Em 1965 casou-se com Sabine von Schalburg, com quem teve quatro filhos.
Em 1974 Mommsen tornou-se co-fundador e co-editor até sua morte, da Max Weber-Gesamtausgabe, ou obra completa de Max Weber.

## Pensamento
Em 1959 escreveu uma biografia de Max Weber, que foi aluno de seu bisavô e que também tinha relação de parentesco com sua família. Especialista em história da Alemanha e da Inglaterra dos séculos XIX e XX, seu interesse teórico abarcava história diplomática, social, intelectual e econômica. Escreveu sobre imperialismo, a era de Bismarck, o Estado de bem estar social na Alemanha e Inglaterra, a burocracia pública, o sindicalismo, e a teoria social e política de Max Weber.
Notório defensor da “Sonderweg”, ou "caminho especial ou distinto", de interpretação da historia alemã, apoiado em Hans-Ulrich Wehler e Fritz Fischer, afirmava que a rápida modernização econômica da Alemanha não foi acompanhada de uma modernização política correspondente. Na Inglaterra, ao contrário, houve uma correspondência entre as duas esferas da modernidade. A Alemanha experimentou uma rápida modernização econômica no século XIX que não foi acompanhada de uma modernização política equivalente, velhas elites continuavam governando o país como classe dirigente, sem a adoção dos princípios liberais e democráticos. Admirador da Inglaterra, Mommsen tinha muito prazer em ensinar naquele país.
Na visão de Mommsen, a política externa do Segundo Reich foi impulsionada por preocupações domésticas. A I Guerra Mundial foi causada pela tentativa das elites alemães de desviar o foco das questões domésticas e reivindicações de liberdade e democracia, para a política externa. Mommsen defendia a "escola da primazia da política doméstica", em detrimento do "primado da política externa". A I Guerra Mundial teve como principal causa o desejo das elites do Reich de fugirem das demandas internas por modernidade política, foram fatores domésticos que levaram ao conflito. A política externa era principalmente um instrumento para a manutenção do controle político interno. Ele também escreveu obras críticas sobre o processo de paz.
A Revolução de Novembro de 1918 Revolução Alemã de 1918-1919 não foi suficiente para remover as antigas elites do poder que dominaram a política do país levando ao surgimento do III Reich. A Revolução da Liga Espartaquista de 1918 não foi suficiente para produzir reformas profundas ou estruturais no país, não removeu a velha classe dominante. Essa elite que reprimiu brutalmente o movimento, foi a responsável pela emergência do nazismo na década seguinte.
W. Mommsen escreveu "Neither Denial nor Forgetfulness Will Free Us" "Nem negar nem esquecer nos fará livres" inicialmente publicado no "the Frankfurter Rundschau" em primeiro de Dezembro de 1986. Sobre a Historikerstreit "disputa dos historiadores", afirmou que o Holocausto foi um evento único e que não deve se comparar aos crimes de Stalin. Segundo W. Mommsen, a "disputa de historiadores" sobre o passado nazista surge num momento de incertezas sobre o futuro, com a crise do petróleo, o choque do petróleo realizado pela OPEP, conflitos no Oriente Médio 
e fundamentalismo religioso. Nos anos 50 e 60, com a prosperidade, os alemães se esqueceram do passado e pensaram num futuro melhor, mais brilhante, e os historiadores iniciaram uma análise crítica do passado. O público pressionou os acadêmicos com demandas por uma leitura mais edificante do passado, reivindicações por uma visão ou leitura do passado que o fizesse se sentir melhor. A obra de Ernst Nolte está inserida nesse contexto. Para Mommsen, é uma tentativa de justificar os crimes nazistas por parte de indivíduos que estavam sob a influência da propaganda anti-soviética. A tese de Ernst Nolte é uma tentativa de limpar o passado da Alemanha e justificar os crimes nazistas, através de comparações inapropriadas com outros genocídios (Cfr Mommsen, Wolfgang J. "Neither Denial nor Forgetfulness Will Free Us" pag. 202-215 do Forever In The Shadow of Hitler? ed. Ernst Piper, Humanities Press, Atlantic Highlands, 1993 p. 202).
O historiador Andreas Hillgruber defendeu a campanha da "Wermacht" em 1944, segundo ele, a resistência alemã na Segunda Guerra, no front oriental, era vital para conter Stalin e o Exército Vermelho proteger a Alemanha e o Ocidente, um princípio válido até hoje, apesar da máquina genocida continuar a funcionar. O objetivo de Stálin era dividir a Alemanha e eliminar o poder de uma potência europeia que representava um risco para a URSS. Mommsen argumenta que para os padrões políticos e morais ocidentais democráticos é problemático o uso de tal argumento. Não apenas os oprimidos e massacrados pelo nazismo tinham interesse no fim do regime como também os alemães, a guerra havia se tornado gigantesca, autodestrutiva, sem nenhum sentido.
A fundação da Alemanha Federal marca o fim da "Sonderweg" ou "caminho especial" e o ingresso definitivo da Alemanha no mundo moderno, na modernidade política e social.
Em 1998 jovens historiadores criticaram Mommsen por não denunciar o passado nazista de seus mentores.

## Obras
- Max Weber und die deutsche Politik, 1890-1920, 1959.
- "The Debate on German War Aims" pág. 47–74 do Journal of Contemporary History, Volume 1, 1966.
- "Die latente Krise des Deutschen Reiches, 1909-1914" from Handbuch der deutschen Geschichte, Volume 4: Deutsche Geschichte der neuesten Zeit von Bismarcks Entlassung bis zur Gegenwart, 1973.
- The Age of Bureaucracy: Perspectives on the Political Sociology of Max Weber, 1974.
- "Society and War: Two New Analyses of the First World War," Journal of Modern History Vol. 47, No. 3, Setembro 1975,
- Imperialismustheorien, 1977.
- Der europäische Imperialismus. Aufsätze und Abhandlungen, 1979.
- The Emergence of the Welfare State in Britain and Germany, 1850-1950 co-editado com Wolfgang Mock, 1981.
- Sozialprotest, Gewalt, Terror: Gewaltanwendung durch politische und gesellschaftliche Randgruppen im 19. und 20. Jahrhundert, co-editado com Gerhard Hirschfeld, 1982.
- The Fascist Challenge and the Policy of Appeasement, co-editado com Lothar Kettenacker, 1983.
- The Development of Trade Unionism in Great Britain and Germany, 1880-1914, co-editado com Hans-Gerhard Husung, 1985.
- Imperialism and After: Continuities and Discontinuities co-editado com Jürgen Osterhammel, 1986.
- Bismarck, Europe, and Africa: The Berlin Africa Conference, 1884–1885, and the Onset of Partition, co-editado com Stig Förster e Ronald Robinson, 1988.
- The Political and Social Theory of Max Weber: Collected Essays, 1989.
- “Neither Denial nor Forgetfulness Will Free Us From the Past: Harmonizing Our Understanding of History Endangers Freedom” pág. 202-215 do Forever In The Shadow Of Hitler? editado por Ernst Piper, Atlantic Highlands, N.J. : Humanities Press, 1993.
- Intellektuelle im Deutschen Kaiserreich, co-editado com Gangolf Hubinger, 1993.
- Der Autoritäre Nationalstaat, 1990 trad, Richard Deveson para o inglês como Imperial Germany 1867-1918 : Politics, culture, and society in an authoritarian state, 1995.
- "Max Weber and the Regeneration of Russia," Journal of Modern History Vol. 69, No. 1, Março de1997.